# Libertad Burgi Vóley
Libertad Burgi Vóley fue un equipo profesional de vóley ubicado en San Jerónimo Norte, Provincia de Santa Fe, Argentina. El equipo fue la sección del Club Atlético Libertad en dicho deporte pero poseía una estructura distinta a la del club desde 2013, cuando Leandro Burgi, un empresario de la zona, se hizo cargo del deporte dentro del club. En 2019 y por motivos económicos relacionados con la crisis económica del país decidió no continuar en la Liga Argentina de Voleibol, además que se fue el principal patrocinador que el equipo tenía, Leandro Burgi.
El Club Atlético Libertad fue fundado el 3 de agosto de 1923 y es apodado "El Valesano" debido al clásico apodo que reciben los habitantes del pueblo, en su mayoría, descendientes de suizos que venían del cantón de Valais. Por motivos de patrocinio, en la Liga Argentina de Voleibol se llamó Libertad Burgi Vóley.
El club fue fundado como uno específicamente de fútbol, sin embargo el deporte más significativo es el vóley, donde en 2017 logró el ascenso a la Liga A1 de Voleibol Argentino al haber llegado a la final de la Liga A2 ante Monteros Vóley Club, equipo que se proclamó campeón.

## Historia

### Comienzos del vóley y temporadas en la segunda división
El vóley en el club arrancó cuando José María «Tití» Zurbriggen instauró la práctica del mismo en la institución y en 1989 el club se afilió a la Asociación Santafesina. El primer título del equipo en dicha asociación fue en 2013, cuando venció en la final a Colón de Santa Fe.
A nivel nacional el deporte comenzó a tomar connotación cuando el equipo sub-23 del club ganó la Copa Argentina de Clubes, y ese mismo equipo fue la base del equipo principal que disputó la Liga A2 en la temporada 2013-2014. En esa temporada arrancó como local de un triangular que integró con Instituto Carlos Pellegrini de Tucumán y con Pilar Vóley. Tras perder en cinco sets con el equipo tucumano y vencer en la misma cantidad de sets al restante equipo, Libertad quedó segundo del grupo pero no logró avanzar a la siguiente ronda del torneo.
En la temporada 2014-2015 volvió a participar en la Liga A2, desde la fase clasificatoria. En esa temporada el entrenador contratado fue Mauricio Lozano, y el equipo estuvo integrado, entre otros, por Marcos Santilli, Cristian Perren (capitán), Fabio Hang, Andrés Arduino, Matías Albrecht, Facundo Loyarte, Nicolás Perren, Iván Sorba, Lisandro Rouzic, Iván Picabea y Dardo Muller.

Para nosotros es una oportunidad histórica. El año pasado hicimos el intento en la Segunda Fase pero no se pudo dar. Creo que es el momento ideal en lo deportivo e institucional, con la mayoría del plantel integrado por jugadores formados en el club y pocos refuerzos. La FeVA nos da la oportunidad de jugar la Liga Argentina A2 mediante la clasificación regional. Sabemos que es el primer paso de un proyecto a largo plazo, si no se da en esta oportunidad seguiremos trabajando para el futuro.
José María «Tití» Zurbriggen, mánager del equipo.

Arrancó disputando un cuadrangular en Villa María junto con el local, Biblioteca Bernardino Rivadavia, Morón Vóley y Vista Alegre. Tras ganar dos de tres encuentros, ambos 3 a 0, y caer con el local 3 a 1, el equipo avanzó de fase y accedió a la Liga A2. En esa liga de segunda división integró la Zona C junto con Ateneo de Catamarca, Deportes La Rioja, la selección menor, River Plate y Gimnasia y Esgrima de Santa Fe. El equipo en esa liga logró siete victorias en diez partidos y terminó tercero del grupo, avanzando de ronda. En la segunda ronda disputó un triangular en el estadio del Club de Amigos junto con Sonder de Rosario y tras perder el primer encuentro 3 a 1 ante el local y ganar el segundo ante los rosarinos 3 a 2, terminó último del grupo y quedó eliminado del torneo.
La segunda temporada en el vóley nacional fue la temporada 2015-2016 y esta vez no tuvo que disputar la clasificación previa por estar clasificado de antemano gracias a los resultados de la temporada anterior. En ese torneo integró la zona C junto con Echagüe, Rivadavia de Villa María, Rosario Central, Deportivo Morón y Estudiantes de La Plata. Mauricio Lozano fue nuevamente el entrenador del equipo en esa temporada y el equipo estuvo integrado por, entre otros, Dardo Muller, Matías Albrecht, Fabio Hang, Diego Hang, Cristian Perren, Pablo Giménez, Nicolás Perren, Joaquín Astrada, José Nazareno, Marcelo Vaca Álvarez, Marcos Santilli. El equipo logró 7 victorias en 10 partidos y terminó segundo de su grupo, avanzando así a la siguiente ronda. En base a ese resultado, Libertad accedió a un cuadrangular disputado en cancha de River Plate junto con el local, UVT de San Juan y la Selección menor argentina. El primer partido fue ante el equipo sanjuanino y lo derrotó 3 a 1, el segundo encuentro fue con la selección menor y fue victoria 3 a 0 mientras que el último partido fue ante el local y venció 3 a 2, y con ello terminó primero del grupo y clasificó a la siguiente ronda. La tercera ronda que disputó la jugó como local y fue organizador de un triangular contra Estudiantes de La Plata y contra Ateneo de Catamarca. Tras perder en el primer partido ante Estudiantes 1 a 3 y ganarle a Ateneo 3 a 0 quedó como primero del grupo donde todos los equipos ganaron un encuentro y se definió por coeficiente de sets. La siguiente fase fue las semifinales del torneo, donde Libertad contó con ventaja de cancha ante River Plate, y por ello arrancó jugando como visitante y definía como local. El primer encuentro fue victoria 3 a 1 para el valesano (25-19, 25-19, 21-25 y 25-22) y el segundo encuentro fue en San Jerónimo Norte y River ganó y empató la serie (1 a 3; 22-25, 25-19, 27-29 y 22-25). El tercer y último partido también fue en La Calderita y allí, tras ir perdiendo 2 a 0, Libertad empató el partido 2 a 2, sin embargo perdió el desempate y River accedió a la final del torneo (16-25, 20-25, 29-27, 25-23 y 13-15). Con ello, Libertad llegó a la semifinal en su segundo torneo disputado.
En la siguiente temporada del club, la temporada 2016-2017, el club contrató a Fabián Muraco como entrenador y el equipo estuvo integrado por, entre otros, Lucas Gregoret, Tomás López e Ignacio Espelt, refuerzos que se sumaron al retorno de Facundo Loyarte, Marcos Santilli y Marcelo Vaca. Tras 10 partidos Libertad ganó 9 y quedó primero de su grupo, donde enfrentó a Biblioteca Bernardino Rivadavia de Villa María, Echagüe de Paraná, Policial de Catamarca, Social Monteros y Tehuelches de Tucumán. En segunda ronda disputó un cuadrangular en su cancha junto con Club Rosario, UVT de San Juan y Neuquén Vóley. Tras ganar los tres partidos disputados accedió a la siguiente ronda donde nuevamente fue local y recibió a UVT de San Juan, a Estudiantes de La Plata y a Vélez Sarsfield. Tras ganar al equipo sanjuanino y al elenco platense y caer ante el restante, accedió por segunda temporada seguida a las semifinales del torneo, donde se emparejó con Ateneo de Catamarca. El primer partido fue en el Polideportivo de Catamarca, donde el local venció 3 a 1 (25-22, 17-25, 25-20, 25-23) y el segundo encuentro, en San Jerónimo, el Valesano empató la serie al ganar 3 a 1 (22-25, 29-27, 26-24, 25-18) llevando la definición a un tercer partido que se jugó al otro día en la misma sede y en donde se repitió el resultado (3 a 1; 25-22, 25-15, 23-25, 25-22) hecho que marcó el ascenso del club a la máxima categoría. La del torneo fue ante Monteros Vóley Club y solo definió el título, pues ambos equipos ascendieron. El primer partido de la final se jugó en San Jerónimo allí el local cayó 1 a 3 (22-25, 25-22, 20-25, 19-25). La serie se trasladó a Tucumán, donde Libertad ganó el segundo partido 3 a 2 (25-22, 18-25, 25-23, 17-25 y 15-11) y empató la serie, pero al día siguiente el local ganó 3 a 2 (26-24, 22-25, 25-23, 22-25, 15-11) y se proclamó campeón, dejando a Libertad como subcampeón del certamen.

### Temporadas en la máxima división
La primera temporada del club en la Liga A1 marcó que tras 17 años un equipo de la Asociación Santafesina participaba en la máxima categoría, y esa, la temporada 2017-2018, arrancó con la renovación del entrenador Fabián Muraco más la suma de algunos refuerzos como Sebastián Brajkovic y Federico Franetovich que se sumaron a la base del equipo de la temporada pasada que estuvo integrado por Matías Albrecht, Dardo Muller, Diego Hang, Cristian Perren, Nicolás Perren, Gastón Neif y Marcos Santilli. El club comenzó la temporada con mucho énfasis y organizó la fase final de la Copa ACLAV. En la Copa ACLAV, torneo con que inició la temporada, Libertad integró un grupo con UPCN San Juan Vóley, Obras de San Juan y con Monteros Vóley Club en el que disputaron partidos todos contra todos una vez en el Estadio Aldo Cantoni. El valesano cayó ante UPCN 3 a 1, ante Obras 3 a 0 y luego le ganó al equipo tucumano 3 a 0 y terminó tercero del grupo, pero al ser organizador de la siguiente fase, clasificó directamente a semifinales. Arrancó la segunda ronda ante Ciudad Vóley, con el cual perdió 3 a 1 y accedió a disputar el partido por el tercer puesto ante Personal Bolívar, contra el cuál volvió a perder (3 a 1) y quedó cuarto del torneo. En la Liga el equipo cerró la primera ronda dentro de los mejores ocho y accedió a la Copa Desafío, que se jugó en su cancha, y allí perdió el primer partido 3 a 2 ante UNTreF Vóley y quedó eliminado. Luego cerró la fase regular séptimo con 28 puntos producto de 9 victorias en 20 partidos y fue emparejado ante UPCN en cuartos de final; serie que se jugó al mejor de cinco partidos. El equipo sanjuanino ganó 3 a 0 los dos partidos disputados en su estadio y ganó 3 a 1 en San Jerónimo, eliminado así al equipo valesano. Esa eliminación lo clasificó a la Copa Argentina, donde integró un triangular con Obras de San Juan y con PSM Vóley, y tras ganar un partido y perder el otro, terminó último por diferencia de coeficientes y no avanzó de ronda.
De cara a la temporada 2018-2019 Fabián Muraco dejó el cargo de entrenador del equipo. Fue reemplazado por Juan Manuel Barrial. El equipo estuvo conformado por varios jugadores reconocidos, entre ellos Maximiliano Gauna, Marcos Santilli, Brian Melgarejo, Javier Filardi, los extranjeros Kay Van Dijk, Dimitar Marinkov y José Sousa Santos «Júnior». Cristian Perren, Javier Neffen, Nicolás Perren, Sebastián Brajkovic, Matías Albrecht, Gastón Neif, Gastón Muller, Manuel Albrecht y Alejo Dilda completaban el plantel. El equipo logró integrar la primera edición de la Copa Libertadores de Voleibol, ganó la Supercopa Master Banco Nación, terminó cuarto en la Copa ACLAV y finalizó cuarto en la fase regular de la liga, clasificando a play-offs donde llegó a semifinales y cayó 3 a 0 ante el equipo que resultaría campeón. A pesar de todos esos logros, fue la última temporada del equipo en la élite del vóley nacional.

## Instalaciones
El Estadio «La Calderita» es el estadio principal del club para la disputa de los partidos de vóley. Tiene capacidad para 1200 espectadores y está ubicado en la calle Mariano Moreno 1150, San Jerónimo Norte, Santa Fe.

## Datos del equipo
En torneos nacionales
- Temporadas en primera división: 1 (2017-18)
  - Mejor puesto en la liga: 7.° en fase regular, eliminado en cuartos de final (2017-18)
- Participaciones en Copa ACLAV: 1 (2017)
  - Mejor puesto en la copa: cuarto (2017)
- Participaciones en Copa Argentina: 1 (2018)
  - Mejor puesto en la copa: eliminado en triangular de semifinales (2018)
- Temporadas en segunda división: 3 (2015 a 2017)
  - Mejor puesto en la liga: subcampeón (2017)

## Uniforme
En vóley, camiseta roja con vivos negros. En fútbol, camiseta a rayas verticales, intercalando bastones negros y rojos.

### Entrenadores
En torneos nacionales, ordenados cronológicamente.
- Mauricio Lozano (2015-2016)
- Fabián Muraco (2016-2018)
- Juan Manuel Barrial (2018-2019)

## Palmarés
Nacional
- Subcampeón de la Serie A2: (1) 2017.

Local
- Campeón de la Asociación Santafesina de vóley: (2) 2013 y 2014.